# کادیروو (شهرستان دووانسکی، باشقیرستان)
کادیروو (انگلیسی: Kadyrovo, Duvansky District, Republic of Bashkortostan) یک شهرک در شهرستان دووانسکی در استان باشقیرستان کشور روسیه است.